# Kendove robe
Kendove robe este o arie protejată (arie specială de conservare — SAC, sit de importanță comunitară — SCI) din Slovenia întinsă pe o suprafață de 69,8 ha, integral pe uscat.

## Localizare
Centrul sitului Kendove robe este situat la coordonatele 46°03′00″N 14°00′36″E / 46.05°N 14.0099°E.

## Înființare
Situl Kendove robe a fost declarat sit de importanță comunitară în aprilie 2004 pentru a proteja 1 specie de plante. Situl a fost protejat și ca arie specială de conservare în februarie 2012.

## Biodiversitate
Situată în ecoregiunea alpină, aria protejată nu include niciun habitat protejat.
La baza desemnării sitului se află o specie protejată de  plante: Primula carniolica.